# Dendropsophus acreanus
Espèce
Synonymes
- Hyla acreana Bokermann, 1964

Statut de conservation UICN

 LC  : Préoccupation mineure
Dendropsophus acreanus est une espèce d'amphibiens de la famille des Hylidae.

## Répartition
Cette espèce se rencontre entre 200 et 1 200 m d'altitude :
- au Brésil dans les États de l'Acre, de l'Amazonas et du Rondônia ;
- dans le nord-est de la Bolivie ;
- dans le sud-est du Pérou.

## Publication originale
- Bokermann, 1964 : Notes on tree frogs of the Hyla marmorata group with descriptiom of a new species (Amphibia, Hylidae). Senckenbergiana biologica, vol. 45, no 3/5, p. 243-254.